# Селенид иридия(IV)
Селенид иридия(IV) — бинарное неорганическое соединение
иридия и селена с формулой IrSe2,
тёмно-серые кристаллы,
не растворяется в воде.

## Получение
- Восстановление водородом селенида иридия(VI):

{\displaystyle {\mathsf {IrSe_{3}+H_{2}\ {\xrightarrow {600^{o}C}}\ IrSe_{2}+H_{2}Se}}}

## Физические свойства
Селенид иридия(IV) образует тёмно-серые кристаллы,
ромбической сингонии,
пространственная группа P nam,
параметры ячейки a = 2,094 нм, b = 0,593 нм, c = 0,374 нм, Z = 8.
Не растворяется в воде и кислотах,
медленно растворяется в царской водке.